# FCI Levadia Tallinn
Football Club Infonet Levadia Tallinn, poznat i kao FCI Levadia Tallinn je estonski nogometni klub iz Tallinna. Levadia je osnovana 22. listopada 1998. godine pod imenom FC Levadia Maardu. Levadia trenutačno igra u Meistriliigi, najvišem rangu nogometnih natjecanja u Estoniji. Igrali su na stadionu Kadriorg od 2000. do 2018. godine, a od 2018. igraju na A. Le Coq Areni. Uz Floru su najuspješniji estonski klub s osvojenih deset prvenstava, deset kupova i osam superkupova.

## Uspjesi
- Meistriliiga: (11)

1999., 2000., 2004., 2006., 2007., 2008., 2009., 2013., 2014., 2021., 2024.
- Estonski kup: (10)

1998./99., 1999./00., 2003./04., 2004./05., 2006./07., 2009./10., 2011./12., 2013./14., 2017./18., 2020./21.
- Estonski superkup: (8)

1999., 2000., 2001., 2010., 2013., 2015., 2018., 2022.

## Vanjske poveznice
- Službene stranice (na estonskom, ruskom i engleskom)